# 涿州东站
涿州东站为京广高速铁路的一个车站，位于河北省保定市涿州市刁窝镇徐里营村。于2012年12月26日开通。中心里程为DK61+600，是河北省距离北京最近的一站。站场规模为2台4线（含2条正线）。站房建筑面积5997平方米，站台面积8100平方米 ，雨篷面积21604平方米，结构形式为钢筋混凝土框架结构。

## 公共交通
23路 汽车站---高铁站，沿冠云路行驶。